# Amt Schildow
Das Amt Schildow war ein 1992 gebildetes Amt im Land Brandenburg, in dem sich zunächst fünf Gemeinden des damaligen Kreises Oranienburg (heute Landkreis Oberhavel, Brandenburg) zu einem Verwaltungsverbund zusammengeschlossen hatten. Amtssitz war zunächst in der Gemeinde Schildow, ab 1995 in der Gemeinde Mühlenbeck. Das Amt Schildow wurde 2003 wieder aufgelöst.

## Geographische Lage
Das Amt Schildow umfasste zwei, durch eine Ausbuchtung des Landes Berlin voneinander getrennte Gebiete. Stolpe und Stolpe-Süd grenzte im Norden an Hennigsdorf, im Osten und Süden an das Land Berlin und im Westen an die Stadt Hohen Neuendorf. Das östliche Gebiet (heute Gemeinde Mühlenbecker Land) grenzte im Norden an das Amt Oranienburg-Land, im Osten an das Amt Wandlitz, im Süden an Berlin und Glienicke/Nordbahn und im Westen wiederum an Berlin und an Hohen Neuendorf.

## Geschichte
Der Minister des Innern des Landes Brandenburg erteilte am 26. Juli 1992 seine Zustimmung zur Bildung des Amtes Schildow. Als Zeitpunkt des Zustandekommens des Amtes wurde der 31. Juli 1992 festgelegt. Das Amt hatte seinen Sitz zunächst in der Gemeinde Schildow und bestand zunächst aus fünf Gemeinden im damaligen Kreis Oranienburg:
1. Mühlenbeck
2. Schildow
3. Schönfließ
4. Stolpe-Dorf, ab 1. Januar 1994 Stolpe[2]
5. Stolpe-Süd

Die Gemeinde Zühlsdorf, die zunächst dem Amt Wandlitz zugeordnet worden war, kam nur wenig später zum Amt Schildow.
Zum 16. Oktober 1995 wurde der Amtssitz von Schildow in die Gemeinde Mühlenbeck verlegt. Das 1935 erbaute Rathaus von Mühlenbeck wurde zum Amtsgebäude umgebaut. Zum 1. Mai 1998 wurde die Gemeinde Stolpe-Süd in die Stadt Hennigsdorf eingegliedert.
Zum 26. Oktober 2003 schlossen sich Mühlenbeck, Schildow und Schönfließ zur neuen Gemeinde Mühlenbecker Land zusammen. Die Gemeinde Zühlsdorf wurde zum selben Datum in die Gemeinde Mühlenbecker Land eingegliedert. Ebenfalls zum 26. Oktober 2003 wurde Stolpe in die Stadt Hohen Neuendorf eingegliedert. Das Amt Schildow wurde zum 26. Oktober 2003 aufgelöst, die Gemeinde Mühlenbecker Land amtsfrei.

## Amtsdirektor
Erster Amtsdirektor war Dieter Brömel. Letzter geschäftsführender Amtsdirektor war Joachim Pätzold.

## Belege
1. ↑  
Bildung des Amtes Schildow. Bekanntmachung des Ministers des Innern vom 26. Juli 1992. Amtsblatt für Brandenburg - Gemeinsames Ministerialblatt für das Land Brandenburg, 3. Jahrgang, Nummer 58, 12. August 1992, S. 1018.
2. ↑  Statistisches Bundesamt: Gebietsänderungen 1994, Zeile 124 (xls-Datei)
3. ↑  
Zuordnung der Gemeinde Zühlsdorf zum Amt Wandlitz (Kreis Bernau). Bekanntmachung des Ministers des Innern vom 15. August 1992. Amtsblatt für Brandenburg - Gemeinsames Ministerialblatt für das Land Brandenburg, 3. Jahrgang, Nummer 69, 16. September 1992, S. 1278.
4. ↑  
Verlegung des Sitzes des Amtes Schildow. Bekanntmachung des Ministers des Innern vom 29. September 1995. Amtsblatt für Brandenburg - Gemeinsames Ministerialblatt für das Land Brandenburg, 6. Jahrgang, Nummer 74, 30. Oktober 1995, S. 916.
5. ↑  
Eingliederung der Gemeinde Stolpe-Süd in die Stadt Hennigsdorf. Bekanntmachung des Ministeriums des Innern vom 24. April 1998. Amtsblatt für Brandenburg - Gemeinsames Ministerialblatt für das Land Brandenburg, 9. Jahrgang, Nummer 21, 2. Juni 1998, S. 500.
6. ↑  
Eingliederung der Gemeinde Stolpe Bekanntmachung des Ministeriums des Innern vom 24. Mai 2002. Amtsblatt für Brandenburg Gemeinsames Ministerialblatt für das Land Brandenburg, 13. Jahrgang, 2002, Nummer 25, Potsdam, den 19. Juni 2002, S. 606 PDF
7. ↑  Fünftes Gesetz zur landesweiten Gemeindegebietsreform betreffend die Landkreise Barnim, Märkisch-Oderland, Oberhavel, Ostprignitz-Ruppin, Prignitz, Uckermark (5.GemGebRefGBbg) vom 24. März 2003 (Gesetz- und Verordnungsblatt für das Land Brandenburg, I (Gesetze), 2003, Nr. 05, S. 82), geändert durch Gesetz vom 1. Juli 2003 (Gesetz- und Verordnungsblatt für das Land Brandenburg, I (Gesetze), 2003, Nr. 10, S. 187)
8. ↑  
Amt Schildow - Broschüre. 35 Seiten, ohne Datum (ca. 1998) PDF
9. ↑  
Brietzke vielleicht vor Gericht. Justiz untersucht Untreue-Vorwurf. Oranienburger Generalanzeiger vom 17. Juni 2008 Pressespiegel Neuigkeiten aus der Region entlang der Heidekrautbahn PDF (Memento vom 22. Februar 2014 im Internet Archive)